# Chalcis microgaster
Chalcis microgaster är en stekelart som beskrevs av Thomas Say 1824. Chalcis microgaster ingår i släktet Chalcis och familjen bredlårsteklar. Inga underarter finns listade i Catalogue of Life.